# Totem Re Vooo
Totem Re Vooo(トーテムリボー)は日本のバッグブランド。
2015年、日本最大の鞄産地として知られる兵庫県豊岡市で設立。
鞄製品は豊岡鞄の認定を受けており、豊岡で製造を行っている。
世界各国から集めた上質な素材(イタリアンレザーやケブラー繊維配合ファブリックなど)を使用していることが特徴。
2016年、「UTOOL×Totem Re Vooo」名義で、サッカー日本代表の長友佑都監修ブランド「UTOOL」とコラボレーションを行った。